# 小行星12539
小行星12539（12539 Chaikin）是一颗绕太阳运转的小行星，为主小行星带小行星。该小行星于1998年7月16日发现。

## 轨道参数
小行星12539的轨道半长轴为2.7351364 UA，离心率为0.061。